# حرائق غابات أريزونا 2021
حرائق غابات أريزونا 2021 هي سلسلة مستمرة من حرائق الغابات التي اشتعلت في جميع أنحاء ولاية أريزونا بالولايات المتحدة. اعتبارًا من 13 يوليو 2021 احترق ما يقرب من 480.000 فدان (190.000 هكتار) من الأراضي في ما لا يقل عن 1100 حريق في جميع أنحاء الولاية، تغذيها جزئيًا الجفاف ودرجات الحرارة المرتفعة والعواصف الرعدية التي نتجت عن البرق الجاف. في وقت ما في أواخر يونيو كان هناك أكثر من 20 حريقًا نشطًا في جميع أنحاء الولاية.
كان إجمالي الأفدنة المحترقة بين بداية العام ونهاية شهر يونيو أعلى بنسبة 22٪ من نفس الفترة من الموسم السابق، والذي كان في حد ذاته الموسم الأكثر نشاطًا منذ ما يقرب من عقد من الزمان. الارتفاع الحاد في حرائق الغابات في ولاية أريزونا يرجع إلى «الجفاف الضخم» الذي يحدث في غرب الولايات المتحدة، بالإضافة إلى موجة الحر مع العديد من المدن الغربية التي سجلت درجات حرارة قياسية.